# Photobombing

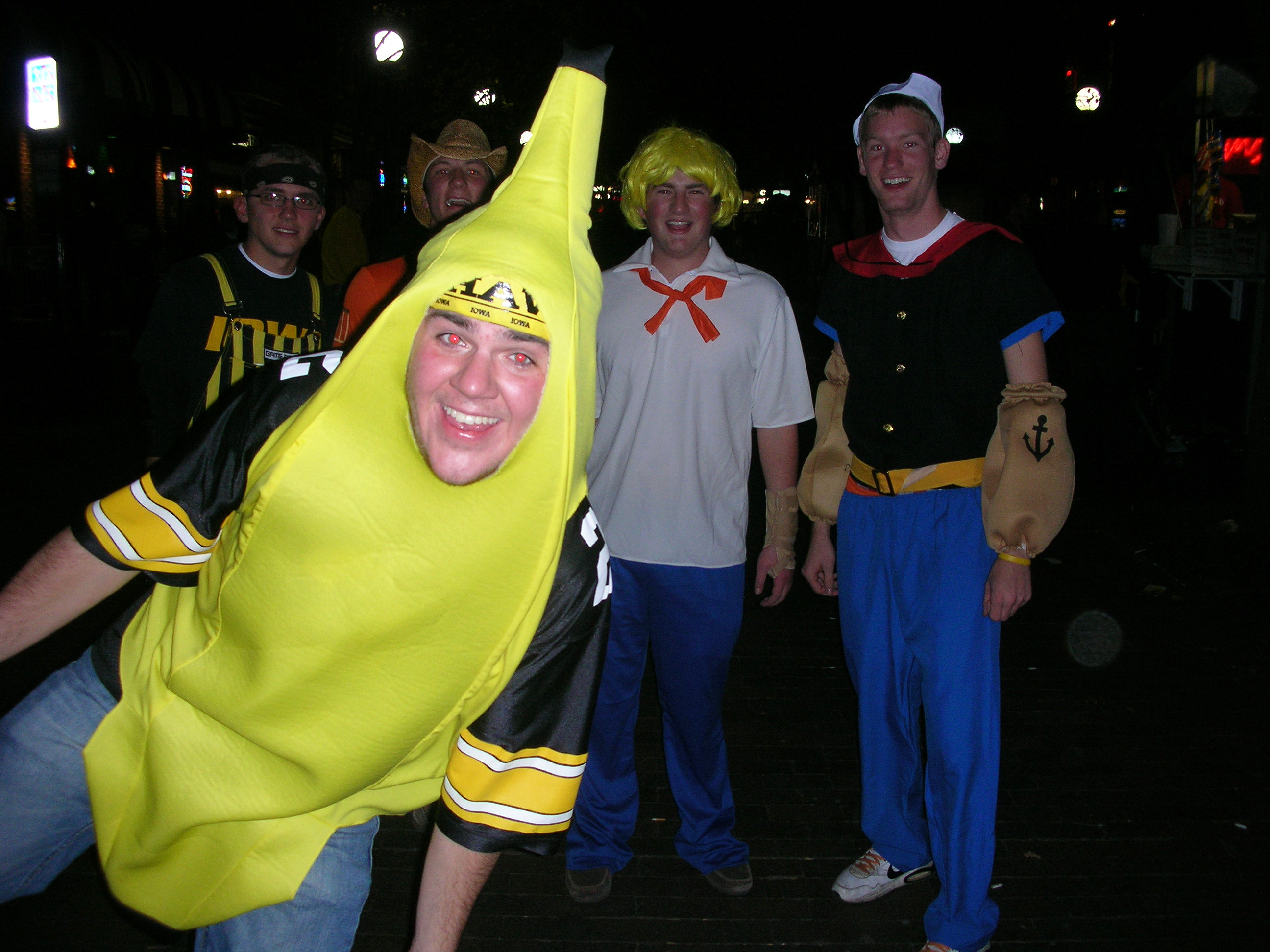
Ein als Banane verkleideter Mann „kapert“ das Gruppenfoto von vier kostümierten Männern

Photobombing (im Deutschen auch Fotobombe) ist eine freiwillige oder unfreiwillige Aktion beim Entstehen eines Fotos, bei dem eine Person oder ein Gegenstand plötzlich im Vordergrund oder gut sichtbar im Hintergrund auftaucht und so die Aufmerksamkeit des Betrachters auf sich zieht. Intention einer solchen Aktion ist gewöhnlich ein Scherz.
Der Trend zum Photobombing kommt aus den USA und wurde vor allem durch Technik wie Smartphones oder andere Geräte verstärkt, die eine schnelle Verbreitung im Internet ermöglichen. Es gibt Webseiten, die sich explizit auf das Phänomen Photobombing spezialisiert haben. Vor allem durch Stars im Celebrity-Bereich entstehen oft Fotografien dieser Art, die dann schnell viel Aufmerksamkeit auf sich ziehen.
Ein verwandter Begriff von Photobombing ist das Videobombing. Anstatt bei einer Fotografie wird hier bei einer Videoaufnahme gestört.
Im Fernsehen ist dies gelegentlich bei Liveschaltungen in Nachrichtensendungen zu sehen.

## Beispiele aus dem Bereich der Medien
- Gabourey Sidibe photobombte Jake Gyllenhaal bei den 82. Academy Awards[6]
- Der im Hintergrund stehende Bill Clinton „photobombte“ Kelly Clarkson während ihrer Performance von My Country ’Tis of Thee auf Obamas zweiter Amtseinführung im Jahr 2013.[7]
- Ein paar Wochen später photobombte Kelly Clarkson selbst Ellen DeGeneres und Portia de Rossi bei den Grammy Awards 2013.[8]
- Benedict Cumberbatch photobombte U2 bei den 86. Academy Awards.[9]
- Photobombing mit Joyce Ilg (Video über Photobombing vom roten Teppich beim  Deutschen Schauspielerpreis 2014)[10]